# 汽车列车 (美铁)
汽车列车（英文原名：Auto Train）是美铁在美国东海岸地区开行的可同时搭载旅客和私家车的列车服务，每日开行1对。线路大致呈南北走向，北起弗吉尼亚州洛頓（靠近华盛顿特区），南至佛罗里达州桑福德（靠近奥兰多），线路全长855英里（1376千米）。其为美国唯一提供人车同行服务的列车。 旅客有开放式座位车厢和卧铺包厢可以选择。该列车一次最多可搭载320辆汽车。该列车还设有观景车和餐车。选择这一列车的旅客可以在这条线路上将人和汽车同时送达目的地，而无需驾驶汽车行驶95号州际公路在弗吉尼亚州、北卡罗莱纳州、南卡罗莱纳州、乔治亚州、佛罗里达州的路段。
“汽车列车”南向车次为53次，北向车次为52次。该列车为一站直达列车，没有中途站。“汽车列车”原先由20世纪70年代成立的私营企业“汽车列车公司”运营，20世纪80年代由美铁接手。
2019财年，“汽车列车”载客量为236,031人次，较比2018财年增长百分之5。 2016财年时的载客量为238,448人次，较比2015财年下降百分之12.2。该列车2016财年总收入为75,169,554美元，较比2015财年下降百分之7.9。 “汽车列车”是美铁长途旅客列车中效益最好的。

## 历史

### 汽车列车公司时期

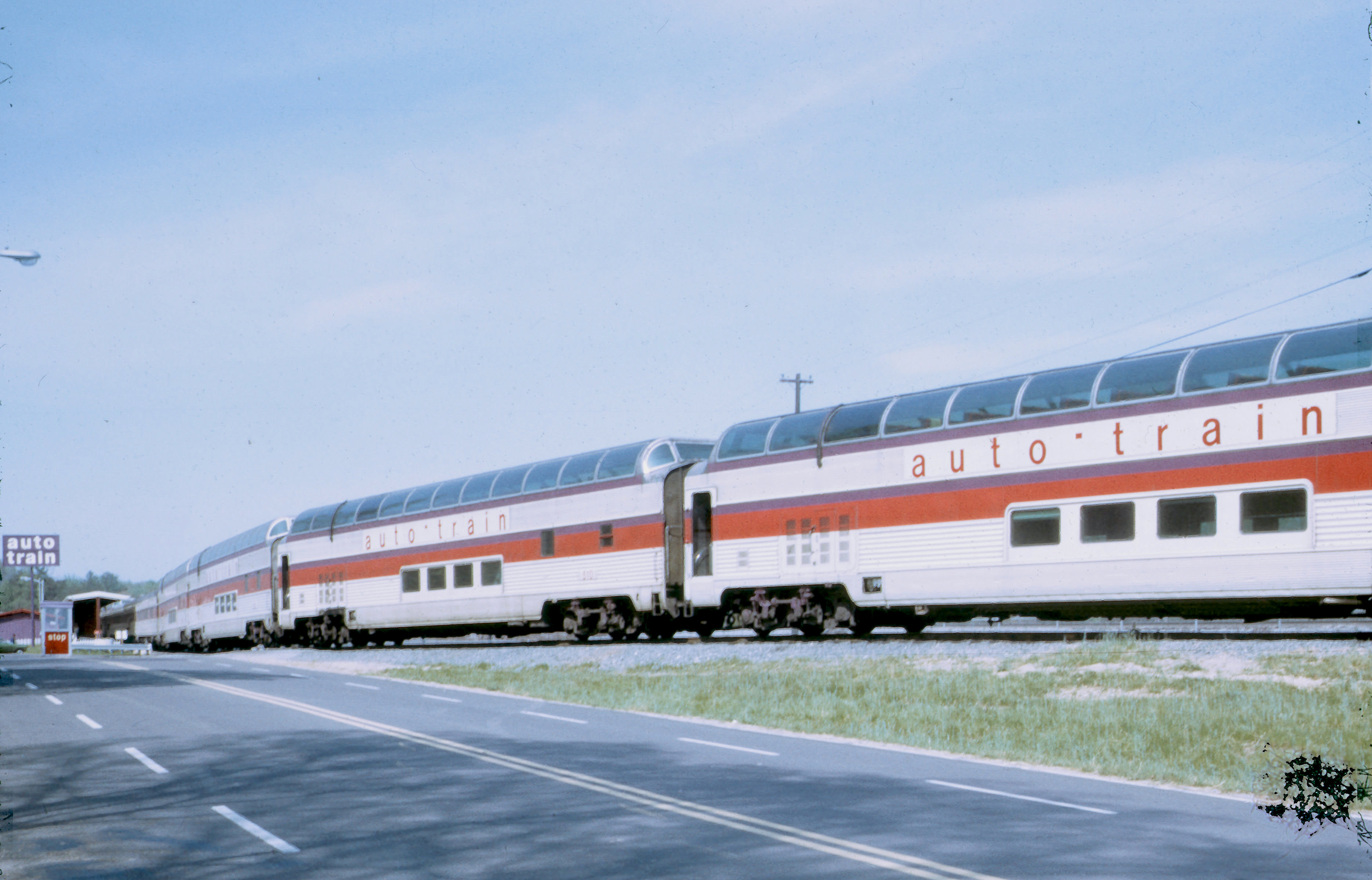
“汽车列车”在美国弗吉尼亚州洛頓 (弗吉尼亞州)（1973年）。注意图中用于观景的圆顶车厢，这些圆顶车厢的圆顶覆盖整节车厢。

“汽车列车”最初由“汽车列车公司”运营，使用“海岸沿海铁路”以及“里士满、弗雷德里克斯堡和波多马克铁路”所属的铁路线路。“汽车列车公司”是由曾在美国交通部工作的尤金·凯里克·加菲尔德所创办的一间私营铁路公司。美国交通部曾出资进行过有关汽车摆渡列车的研究，尤金·凯里克·加菲尔德便以此作为了自己创业的蓝图。“汽车列车公司”使用自有列车+租用铁路的形式在美国提供人车同行列车服务，初始线路为弗吉尼亚州洛頓（靠近华盛顿特区）↔佛罗里达州桑福德（靠近奥兰多）。
乘客可以选择宽敞的座椅或者卧铺，同时还可以和他们所驾驶的汽车同乘列车。该列车还设有餐车。汽车列车公司在其所属的列车上使用了红、白、紫三种颜色相间的涂装。当时的“汽车列车”包含两台或三台通用电气U36B型柴电机车、长度为75英尺（22.86米）的双层汽车载运车、座位车厢、卧铺车厢、长度为85英尺（25.91米）的圆顶车厢（圆顶覆盖整节车厢）、守车。“汽车列车”最初使用的双层汽车载运车为二手车厢，这批汽车运输车厢最初是加拿大国家铁路20世纪50年代上线的车厢。所使用的铁路机车为货运机车，其缺少为客车供暖的锅炉。但因购买货运机车的费用低于客运机车，故在此出现客运火车使用货运机车牵引。用于供暖的锅炉位于单独的车厢中。原先由加拿大国家铁路使用的汽车载运车两端亦设有车门；车厢尺寸也十分宽大，其75英尺（22.86米）的车厢长度使得每节车厢最多可搭载8辆小型汽车。
“汽车列车公司”开办的新的列车服务——“汽车列车”于1971年12月6日开通。在开通后不久便获得了广大旅客的好评并取得了良好的经济效益。 在1974财年，公司毛利为2000万美元，净利为160万美元。1974年5月时又开通了连接佛罗里达州和肯塔基州路易维尔的第二条线路，并且还计划开通连接芝加哥和丹佛的线路。 连接佛罗里达州和肯塔基州路易维尔的新线路成为了公司走向没落的重要原因。因为路易斯维尔和纳什维尔铁路糟糕的轨道状况，使得其称为了“汽车列车”运营的绊脚石（该问题对于美铁所属的佛罗里达人号列车同样存在）。当然，其所在时期美国铁路客运整体下行也是导致汽车列车公司进入财政困境的重要原因。1981年4月，汽车列车公司破产，“汽车列车列车”随之停运。

### 美铁时期

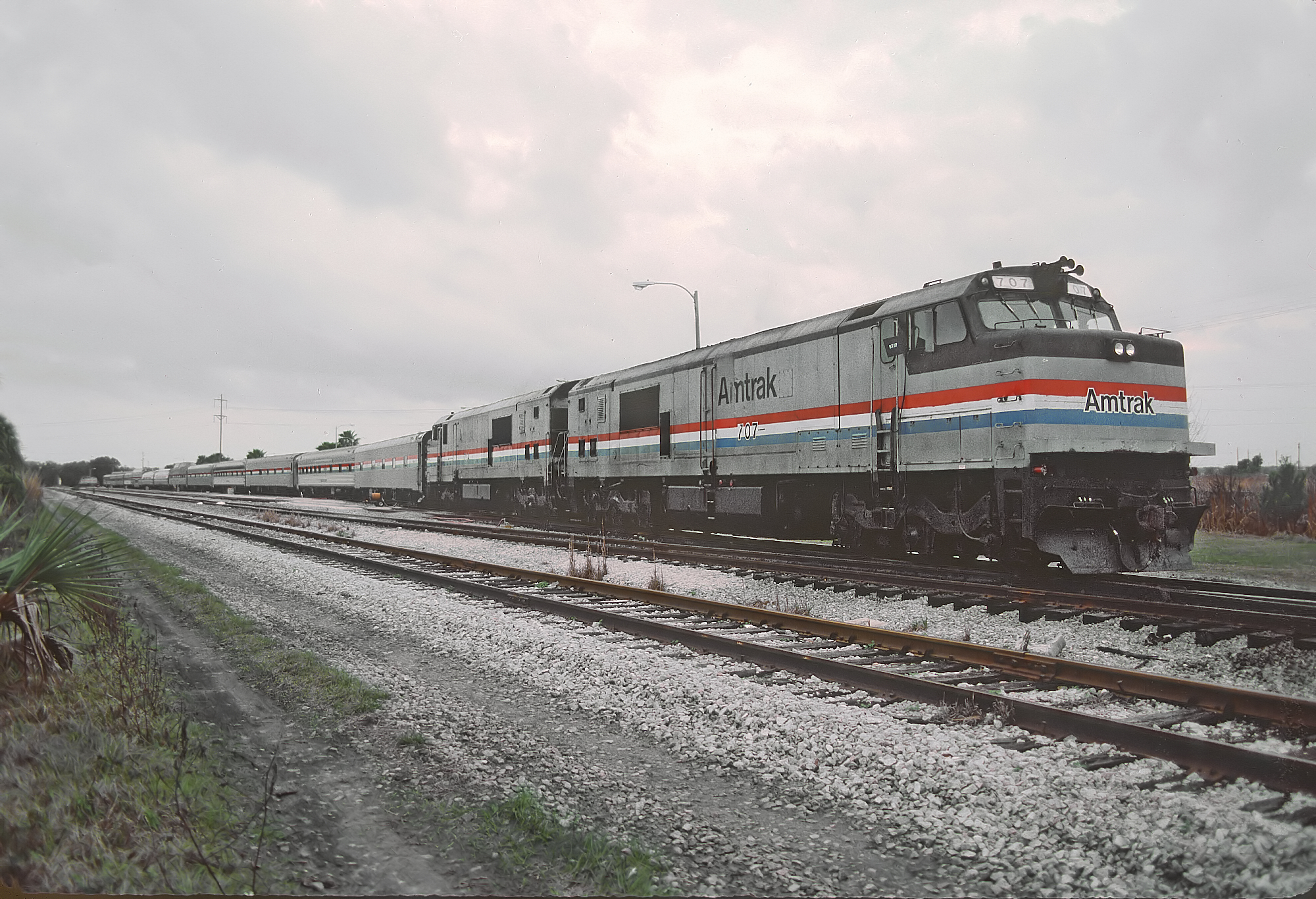
1987年2月6日时的“汽车列车”，这时用于牵引的机车为通用电气P30CH型柴油机车，拍摄于美国佛罗里达州桑福德

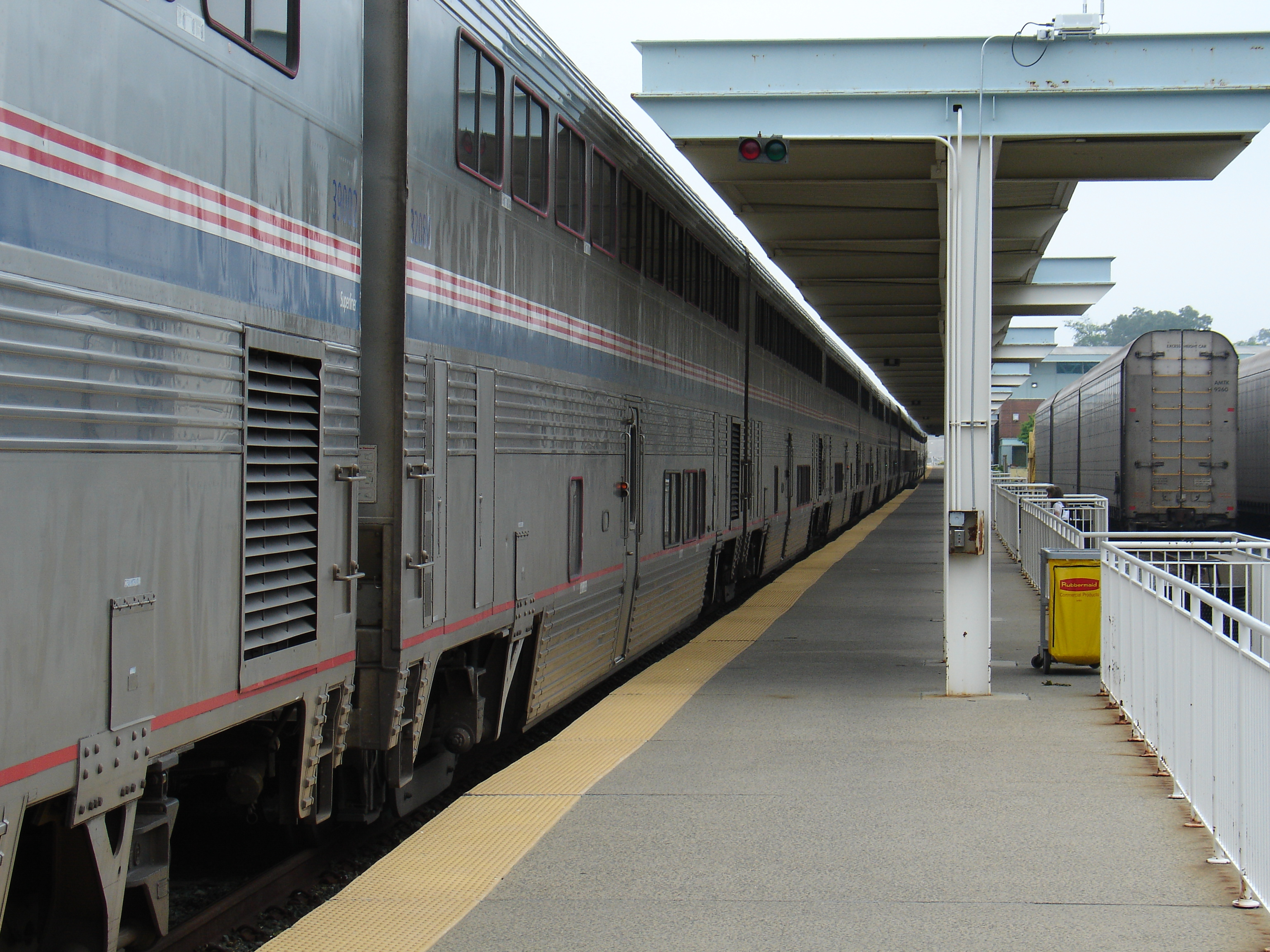
汽车列车被拆分后停靠于洛顿站。照片左侧的车厢为美铁超运型铁路客车，照片右侧的车厢为车辆载运车厢（2010年）

“汽车列车”在停运22个月后，美铁恢复了这一列车服务，此时的美铁已接手美国大部分长途旅客列车服务。美铁取得了洛顿站和桑福德站，以及其它一些与“汽车列车”相关的设施。1983年10月30日，“汽车列车”重开，当时为每周3对。一年后，班次加密为每日1对。
美铁接手后，仍使用双层火车。在美铁接手初期，列车所使用的车底一部分是以前“汽车列车”所使用的铁路客车，一部分是美铁从别处调来的铁路客车。20世纪90年代，美铁用新的美铁超运型铁路客车1型和2型取代了旧铁路客车（旧铁路客车包括单层铁路客车）。2006年，老化的车辆载运车厢被80节全新车辆载运车厢替换，新车辆载运车厢高度和旧车辆载运车厢相同，其它方面的变化也不是很大。 2018年时的“汽车列车”通常使用两台通用电气创世纪型柴电机车（P40DC型） 牵引，也有时使用三台机车牵引，编组中的车厢可达50节（客运车厢和车辆载运车厢），编组长度超过0.75英里（1.2千米）。通常情况下编组按由前到后顺序为：两台通用电气创世纪型柴电机车（P40DC型）、一节美铁超运型铁路客车过渡卧铺车、三节美铁超运型铁路客车卧铺车、一节美铁超运型铁路客车观景车、一节美铁超运型铁路客车餐车、两节美铁超运型铁路客车卧铺车、一节美铁超运型铁路客车餐车、三节美铁超运型铁路客车普通车厢、一节美铁超运型铁路客车观景车、三节或更多节美铁超运型铁路客车普通车厢、一节美铁超运型铁路客车餐车、二十三节车辆载运车厢。
2013年4月，美铁开始提供车辆优先卸载服务，选择这项服务的客户的车辆将是从车辆载运车厢中卸下的前30辆车之一，这是一种有效的节约时间的方式。 这项服务会产生 60 美元或 65 美元的费用，具体取决于高峰或非高峰旅行时间。这项服务收费60美元或65美元，取决于是否高峰出行。
汽车列车是美铁最后实施禁烟的旅客列车，2013年6月1日才开始禁烟。

## 现状

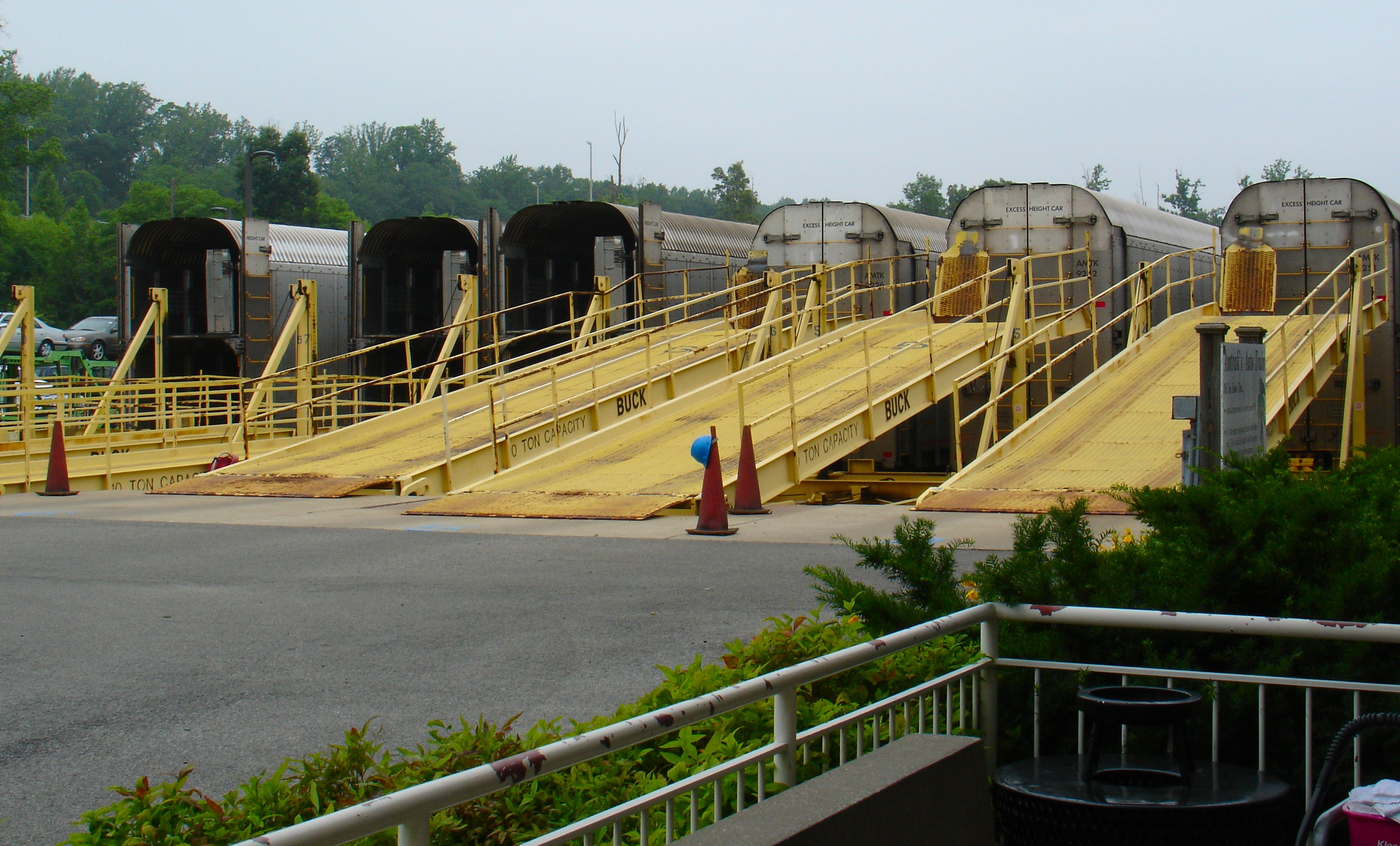
“人车同行列车”车辆载运车厢和与之配套的汽车坡道，2010年5月23日拍摄于洛顿站。

列车现为每天16:00
从两端终点站洛顿站和桑福德站两端对发。上午11:30，车辆开始登车。
 在这里，每辆车都被分配了一个独特的号码，通过磁性贴在驾驶座旁的车门上。在登车时美铁还要对被托运车辆进行视频留档，避免在到达目的地后出现损坏后无法厘清责任。托运车辆的乘客在完成托运手续后离开他们的车辆，进入候车室休息。然后将车辆按尺寸和长度放置在与车辆载运车厢配套的汽车坡道附近以获得最佳装载顺序，然后装载到车辆载运车厢中。对于摩托车而言，需要托运摩托车的人先将摩托车自己放上车架，而后将摩托车架放入车辆载运车厢。列车运行期间乘客不能进入他们托运的汽车中。14:00，摩托车和特种车辆停止登车。

乘客于14:30开始登车。 其它车辆截至登车时间为14:30，之后将分成几部分的列车组合到一起，
其中的车辆载运车厢位于列车尾部。 晚到旅客可以选择改签车票，也可以选择改为有效期为一年的电子凭证。16:00，列车出发（同时从两端对发）。
列车中途会在南卡罗来纳州佛罗伦萨技术性停靠，乘客在该处不允许上下车，司机和列车员会在该处换班。南行列车（53次）到达桑福德站的时间为次日上午8:58，北行列车（52次）到达洛顿站的时间为次日上午8:59，平均速度约为50英里/小时（80千米/小时）。

汽车列车现在使用的轨道大部分由CSX运输所有，另有16英里由太阳铁路所有。该列车在美铁系统内的车次为52次（北向）/53次（南向）。在CSX运输的信号系统中，该列车的代码为“P052+两位数字”和“P053+两位数字”，其中末尾两位数字出发日期（即若出发日期为某月23日，则在CSX运输的代码为：P05323）。 这么安排的目的在于能够在信号系统中正确的识别不同的列车。
次日上午8:59，南行列车（53次）到达桑福德站。次日上午8:58，北行列车（52次） 到达洛顿站。
列车到达终点站后乘客不能马上下车，列车客运车厢和车辆载运车厢会进行分离，在桑福德站客运车厢部分还会分成两部分停靠（因为桑福德站站台长度较短）。之后乘客下车并允许进入提车区。列车员在旅客清空后开始打扫工作，并补充水和食品。列车座椅也会被调至与列车前进方向相同的方向。
列车车辆载运车厢部分会在终点站被分为六部分，并放置与之配套的汽车坡道（见下图），车辆载运车厢车门也会打开。之后托运的车辆进入提车区，托运人通过在出发站的编号识别自己托运的车辆。车辆从火车上卸下的顺序与装车时相反。  从火车上卸下所搭载的全部车辆通常需要1个小时。

### 洛顿站
汽车列车的北端终点站是位于美国弗吉尼亚州的洛顿站距离华盛顿特区约半小时车程，靠近95号州际公路北弗吉尼亚段。洛顿站建设之初即为汽车列车准备，第一代车站于1971年年投入运营。现在由美铁运营的洛顿站为2000年上半年投入使用的新站房，比以前洛顿站的规模更大，候车区比之前更加现代化，并拥有大面积玻璃幕墙，总设计师为汉尼·哈桑（Hanny Hassan）。 车站大堂中悬挂的雕塑由帕特里克·谢里丹（Patrick Sheridan）设计。 站台长度为1480英尺（451米）。
北端终点站之所以选择洛顿站而不是华盛顿联合车站是因为所使用的车辆载运车厢的高度为20英尺2英寸（6.15米），超过了位于华盛顿特区通往华盛顿联合车站的第一街隧道的高度（5.18米）。

### 桑福德站
桑福德站位于美国佛罗里达州的桑福德站是汽车列车的南端终点站，距奥兰多约半小时车程。桑福德站初始规模比洛顿站小，设施也更老旧。“汽车列车”在桑福德站为分拆成多个部分停靠停靠在多条股道上，其中客运车厢使用其中两条股道（因为没有一条股道的长度足够容纳下“汽车列车”的全部客运车厢）。桑福德站的独特之处在于铁路站场中间存在平交道，这使一些相关程序复杂化，并且还需要3个铁路站场指挥员——指挥员、助理指挥员、平交道设施指挥员。而洛顿站却只需要两名铁路站场指挥员——指挥员、助理指挥员。 两个船厂都由一名工程师操作。桑福德站和洛顿站均各设有一名工程师。桑福德站是“汽车列车”的主要维保和加注柴油的中心。桑福德市中心历史文化街区有通往桑福德站的免费接驳巴士，开行时间为从中午到14:40，每20分钟一班。

### 编组
通常情况下编组按由前到后顺序为：两台通用电气创世纪型柴电机车（P40DC型）、一节美铁超运型铁路客车过渡卧铺车、三节美铁超运型铁路客车卧铺车、一节美铁超运型铁路客车观景车、一节美铁超运型铁路客车餐车、两节美铁超运型铁路客车卧铺车、一节美铁超运型铁路客车餐车、三节美铁超运型铁路客车普通车厢、一节美铁超运型铁路客车观景车、三节或更多节美铁超运型铁路客车普通车厢、一节美铁超运型铁路客车餐车、二十三节车辆载运车厢。

## 列车设施及服务
现在的汽车列车使用美铁多用于美国西部的“美铁超运型铁路客车”这一型号的双层铁路客车。因“人车同行列车”不经过下穿哈德逊河的隧道或途径巴尔的摩宾夕法尼亚车站，使得该列车能够使用双层铁路客车。 卧铺车厢的卧铺均为包厢卧铺，存在“单人小室”、“普通卧室”“家庭卧室”、“无障碍卧室”几种舱位。“普通卧室”位于上层车厢，“单人小室”上下层车厢均有。普通车厢为座位车厢，座位为宽敞、舒适的后背可调座椅，上下两层车厢均设有这一舱位。

### 餐车
汽车列车的餐车有两个，分别是仅面向卧铺车厢旅客的“传统餐饮车厢”和仅面向普通车厢旅客的“茶点餐车”。“茶点餐车”位于所在车厢的下层，该车厢的上层为休闲室。

## 载客量及收入
| 财年 | 载客量      | 与上一财年变化 | 收入           | 与上一财年变化 |
| ---- | ----------- | -------------- | -------------- | -------------- |
| 2007 | 217,822人次 | -              | 52,883,481美元 | -              |
| 2008 | 234,839人次 | ▲07.81%        | 58,154,402美元 | ▲09.96%        |
| 2009 | 232,955人次 | ▼00.8%         | 58,589,872美元 | ▲00.74%        |
| 2010 | 244,252人次 | ▲04.84%        | 61,012,324美元 | ▲04.13%        |
| 2011 | 259,944人次 | ▲06.42%        | 68,618,768美元 | ▲012.46%       |
| 2012 | 264,096人次 | ▲01.59%        | 72,518,200美元 | ▲05.68%        |
| 2013 | 265,274人次 | ▲00.44%        | 73,505,625美元 | ▲01.36%        |
| 2014 | 274,445人次 | ▲03.45%        | 78,831,501美元 | ▲07.24%        |
| 2015 | 271,622人次 | ▼01.02%        | 81,607,535美元 | ▲03.52%        |
| 2016 | 238,448人次 | ▼012.21%       | 75,169,554美元 | ▼07.88%        |
| 2017 | 229,000人次 | ▼03.96%        | -              | -              |
| 2018 | 224,837人次 | ▼01.81%        | -              | -              |
| 2019 | 236,041人次 | ▲04.98%        | -              | -              |
| 2020 | 163,556人次 | ▼030.3%        | -              | -              |